# Programmed Data Processor

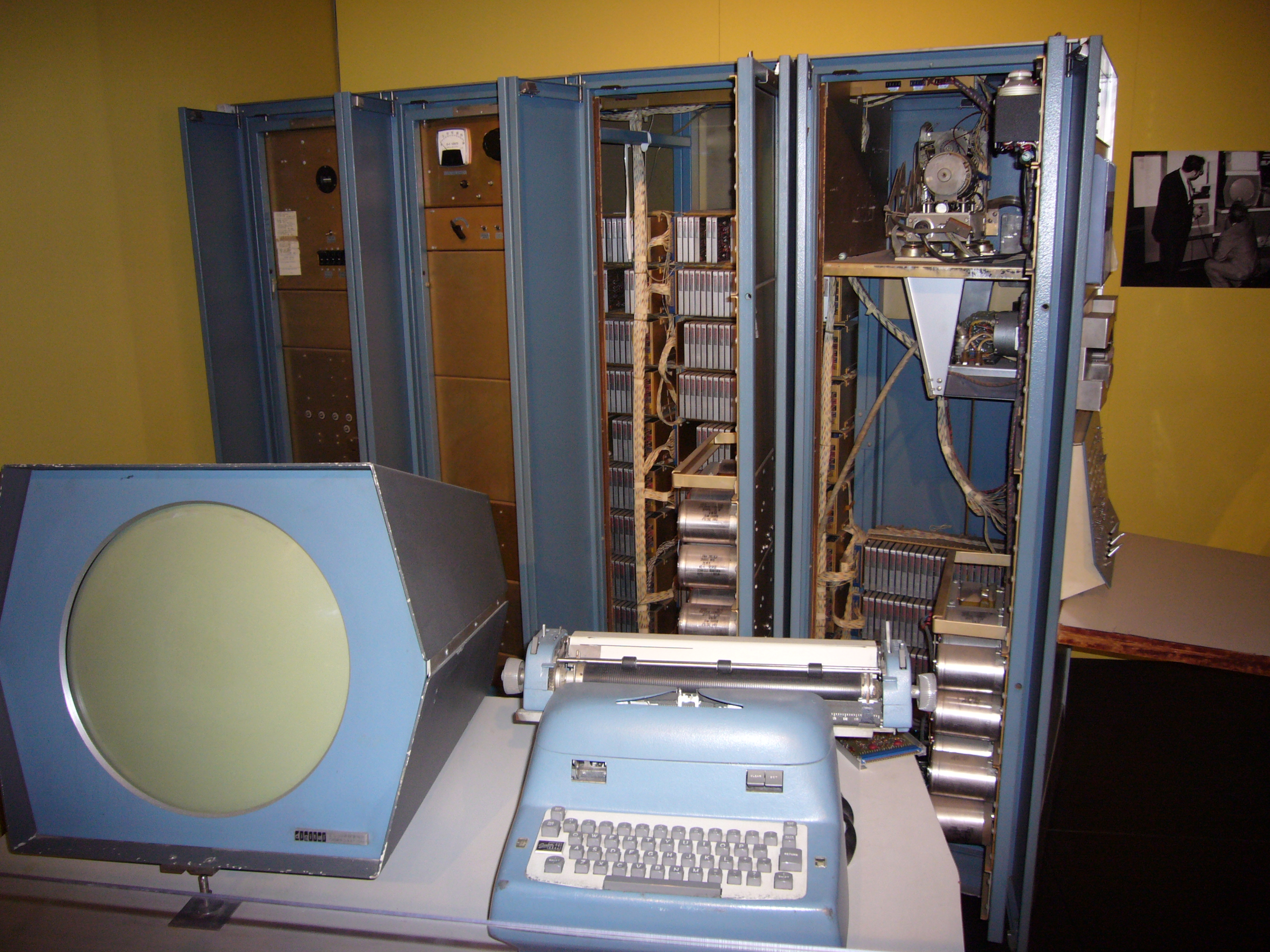
Ten niebieski PDP-1 jest prezentowany w Muzeum Nauki w Londynie

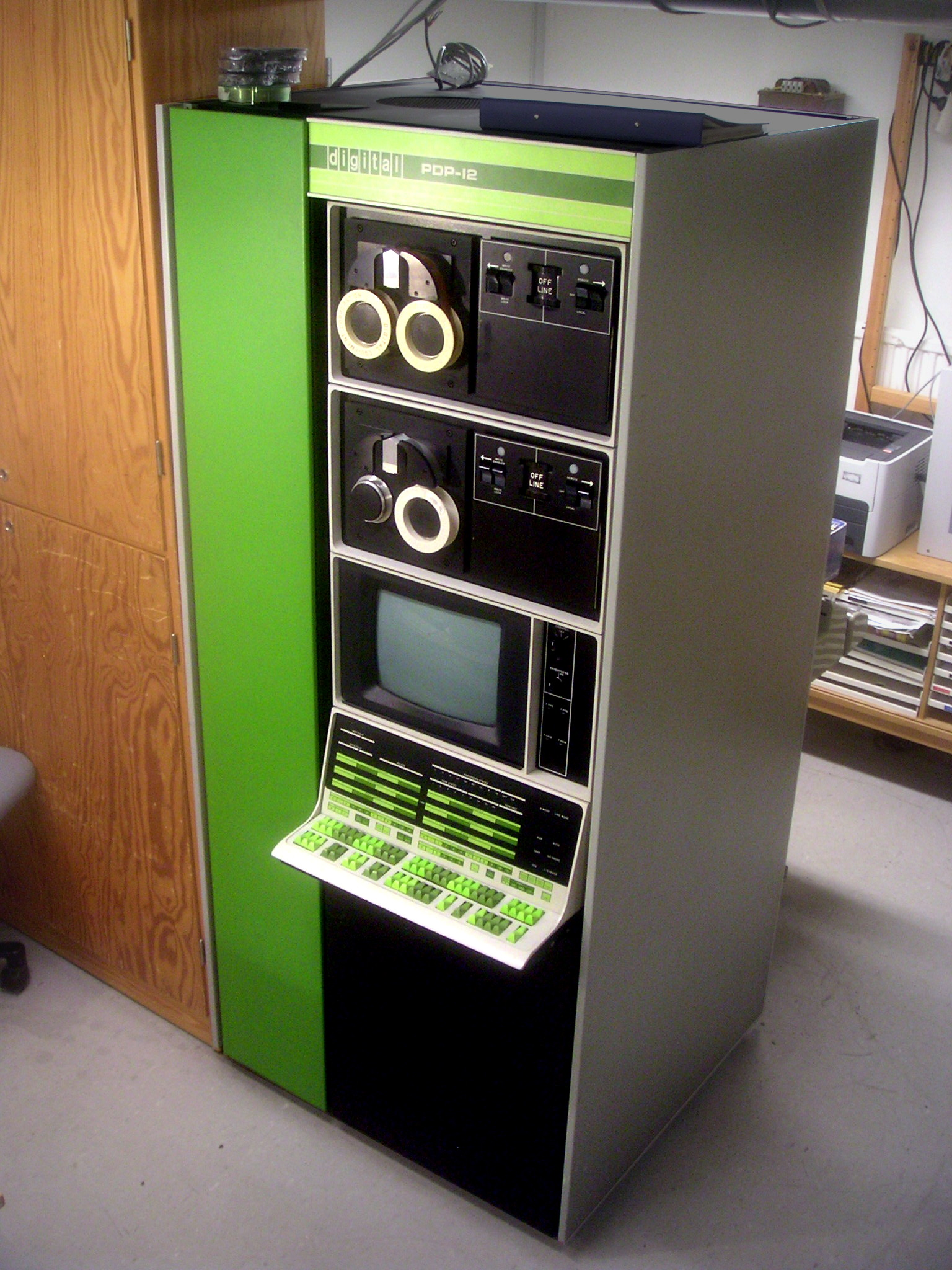
Ten zielony PDP-12 jest prezentowany na Uniwersytecie w Uppsali

PDP – seria komputerów produkowanych przez firmę Digital Equipment Corporation. Obejmowała ona głównie minikomputery i mainframe'y. Nazwa PDP (ang. Programmed Data Processor – Programowany Przetwarzacz Danych) celowo nie zawierała słowa „komputer”: komputery kojarzyły się wówczas z urządzeniami dużymi, skomplikowanymi i drogimi, a investorzy VC (szczególnie Georges Doriot) stojący za Digitalem nie chcieli finansować budowy „komputera”. Słowo „minikomputer” nie było jeszcze wtedy w użyciu. Digital zbudował PDP na podstawie posiadanego portfolio układów logicznych oraz skierował ten produkt do mniej zasobnych klientów, których nie było stać na ówczesne (duże) komputery.

## Wybrane komputery PDP
- PDP-1 – uważany za pierwszy minikomputer w historii
- PDP-2 – anulowany komputer 24-bitowy.
- PDP-3 – pierwszy 36-bitowy komputer DEC. Nie trafił do sprzedaży: jedyny zbudowany był przez CIA na jej własne potrzeby[1][2].
- PDP-4 – Wolniejsza, ale tańsza wersja PDP-1. Nie odniósł sukcesu rynkowego. Późniejsze komputery 18-bitowe DEC opierały się na zestawie instrukcji PDP-4.
- PDP-5 – Pierwsza maszyna 12-bitowa. Wprowadzony zestaw instrukcji został zastosowany w późniejszym PDP-8.
- PDP-6 – 36-bitowa klasy mainframe z podziałem czasu.
- PDP-7 – maszyna, na której działała pierwsza wersja systemu operacyjnego Unix.
- PDP-8 – pierwszy komputer sprzedany w liczbie >50000.
- PDP-9 – bezpośredni następca PDP-7. Pierwsza maszyna Digitala wykorzystująca mikrokod.
- LINC-8 – maszyna łącząca w sobie właściwości PDP-8 i komputera LINC.
- PDP-10 – następca PDP-6 i platforma pierwszego Emacsa. Późniejsze wersje były także oznaczone jako DECsystem 10 oraz DECsystem 20 (który charakteryzował się brakiem konsoli operatora).
- PDP-11 – jeden z najbardziej długowiecznych komputerów, produkowany przez ponad 20 lat[3].
- PDP-12 – następca komputera LINC-8.
- PDP-13 – komputer o takiej nazwie nigdy nie powstał.
- PDP-14 – komputer 1-bitowy, projektowany jako sterownik PLC.
- PDP-15 – ostatni komputer 18-bitowy DEC, i jedyny komputer 18-bitowy tej firmy zbudowany w technologii TTL.

Następcą linii PDP był wywodzący się z PDP-11 VAX